# Гаврилець Малий
Гаврилець Малий (пол. Hawrylec mały) — гірський потік в Україні, у Верховинському районі Івано-Франківської області на Гуцульщині. Лівий доплив Пруту (басейн Дунаю).

## Опис
Довжина потоку 4 км, найкоротша відстань між витоком і гирлом — 2,34 км, коефіцієнт звивистості потоку — 1,71. Формується безіменними гірськими струмками. Потік тече у гірському масиві Чорногора (зовнішня смуга Українських Карпат).

## Розташування
Бере початок на південно-східних схилах гори Кічера (1248 м) (пол. Kiczera). Тече переважно на північний схід і на південно-східній околиці селища Ворохта впадає у річку Прут, ліву притоку Дунаю.

## Цікаві факти
- Потік тече в межах Карпатського національного природного парку[3].
- У пригирловій частині потік перетинає автошлях Р24[3].